# Orla (Texas)
Orla è una città fantasma degli Stati Uniti d'America della contea di Reeves nello Stato del Texas. Si trova circa 38 miglia a nord di Pecos. L'ufficio postale fu creato il 26 dicembre 1906 con Joshua D. McAdams come primo direttore postale.
Orla venne fondata nel 1890 durante la costruzione della Pecos Valley Railroad, creata da John J. Hagerman, un industriale statunitense, per collegare la città di Eddy (oggi Carlsbad, Nuovo Messico) con Pecos (Texas). La popolazione era di pochi abitanti fino alla seconda guerra mondiale, quando la popolazione della città era aumentata insieme al numero di imprese che era aumentato a due per servire la popolazione di circa 60 abitanti. La popolazione raggiunse un massimo di circa 250 abitanti quando il petrolio, il gas, e lo zolfo portarono più lavoratori nella regione negli anni 1960.